# Cicolano
Il Cicolano è una regione storico-geografica del Lazio, situata nel settore sudorientale della provincia di Rieti, in direzione nord-ovest sud-est lungo la dorsale centrale dell'Appennino Abruzzese,   comprendendo al suo interno i Monti del Cicolano, la valle del fiume Salto con l'omonimo lago artificiale e le Montagne della Duchessa, posti al confine con l'Abruzzo a sud-est (Conca Aquilana), la Piana di San Vittorino e l'alta Sabina a nord-ovest, i Monti Carseolani e la bassa Sabina ad ovest (zona del Turano), la Marsica con il Fucino a sud-est. Anticamente abitato dagli Equi, è attraversato dalla Strada statale 578 Salto Cicolana.

## Storia
Il Cicolano fu abitato in epoca remota dagli Equi, un fiero popolo italico distribuito tra la valli dell'Aniene, del Turano e del Salto. Testimonianze di questa civiltà italica si conservano ancora in alcune necropoli rinvenute nel comune di Borgorose, in particolare un tumulo funerario di dimensioni eccezionali scoperto nel 1983 nella piana di Corvaro, frazione di Borgorose. Tale struttura sepolcrale, denominata già "Montariolo" dai locali ignari, con i suoi 50 m di diametro e i quasi 4 metri di altezza è unica in Italia nella sua conformazione. L'indagine archeologica sul tumulo, intrapresa dalla Soprintendenza del Lazio a partire dal 1984, si è conclusa nel 2009 con l'ultima campagna di scavo che ha permesso di raggiungere e recuperare il ricco corredo della tomba centrale, posizionata al di sotto dell'enorme calotta di pietrame, attribuibile ad un personaggio di spicco sepolto tra la seconda metà del VII e gli inizi VI secolo a.C. L'enorme necropoli ha restituito finora 368 tombe databili tra gli inizi dell'età del Ferro e la tarda età repubblicana (IX-II sec a.C.)..

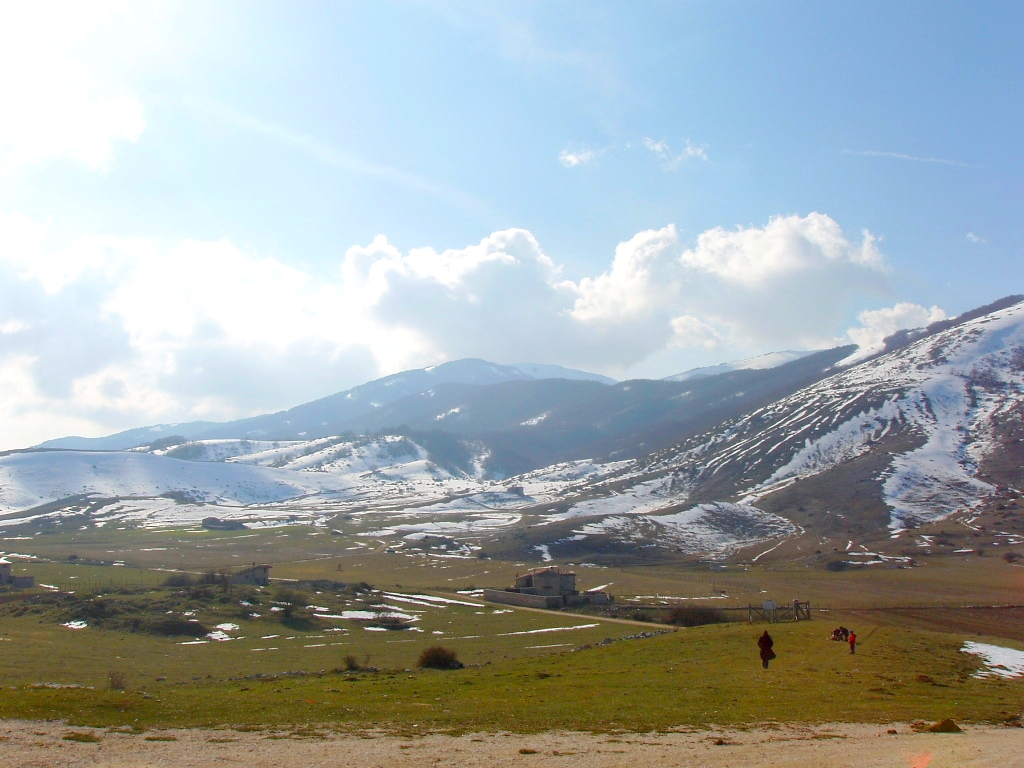
L'Altopiano di Rascino e il Monte Nurietta alle spalle

Considerato da Tito Livio come l'eterno nemico di Roma, il popolo degli Equi fu sottomesso e sterminato da questa solo nel 304 a.C., subito dopo la fine della seconda guerra sannitica. A controllo del territorio conquistato, i Romani istituirono due colonie: Carseoli (304 a.C.) ed Alba Fucens (303 a.C.), decretando l'inizio delle romanizzazione in quei luoghi.
Durante la prima età imperiale nell'ager Aequiculanus (come era chiamata la valle del Salto dagli storici romani di quell'epoca) furono istituiti due municipi urbani nei centri abitati maggiori: Cliternia (nei pressi dell'attuale Capradosso) e la Res publica Aequiculanorum (situata presso l'attuale Civitella di Nesce). La naturale evoluzione del nome in quello moderno si evidenzia nel liber coloniarum del IV sec. d.C. dove la valle del Salto è menzionata come ager Ecyculanus.
I numerosi rinvenimenti portati in luce dalle indagini archeologiche sul tumulo di Corvaro, sul sepolcreto arcaico di Cartore e Torano e sui santuari di epoca romana individuati nei vari comuni della valle sono ora esposti presso il Museo Archeologico Cicolano, inaugurato a Corvaro il 17 dicembre 2016.
In epoca alto-medievale gran parte del Cicolano fu amministrato dal Monastero di Farfa, che soprattutto tra VIII e IX secolo acquistò nel suo territorio vari castelli e Casali. Nel medioevo gran parte di esso divenne feudo dei Mareri, e fu conosciuto anche come "Contea di Cicoli". Nel 1532 il territorio della contea fu acquistato dal cardinale Pompeo Colonna alla cui famiglia rimase fino all'eversione della feudalità (1809) nel ramo dei Palestrina-Carbognano, ovvero i Colonna Barberini di Sciarra.
Fino al 1861 il Cicolano si mantenne terra di confine tra Stato Pontificio e Regno di Napoli. Appartenne per secoli a quest'ultimo, inquadrato all'interno della provincia dell'Abruzzo Ulteriore Secondo con capoluogo Aquila. Come molte altre aree e comuni dell'Appennino fu interessato in questo periodo dal fenomeno del brigantaggio. In seguito al riordino amministrativo voluto dal regime fascista, nel 1927 il territorio della valle del Salto venne staccato dall'Abruzzo Ulteriore Secondo e dal Circondario di Cittaducale ed assegnato alla neo-costituita Provincia di Rieti, alla quale appartiene tuttora.
Questo territorio copre un'area di 1362 km² e, benché nel 1927 contasse circa 70 000 abitanti al giorno d'oggi ne rimangono solo poco più di 10 000.

## Descrizione

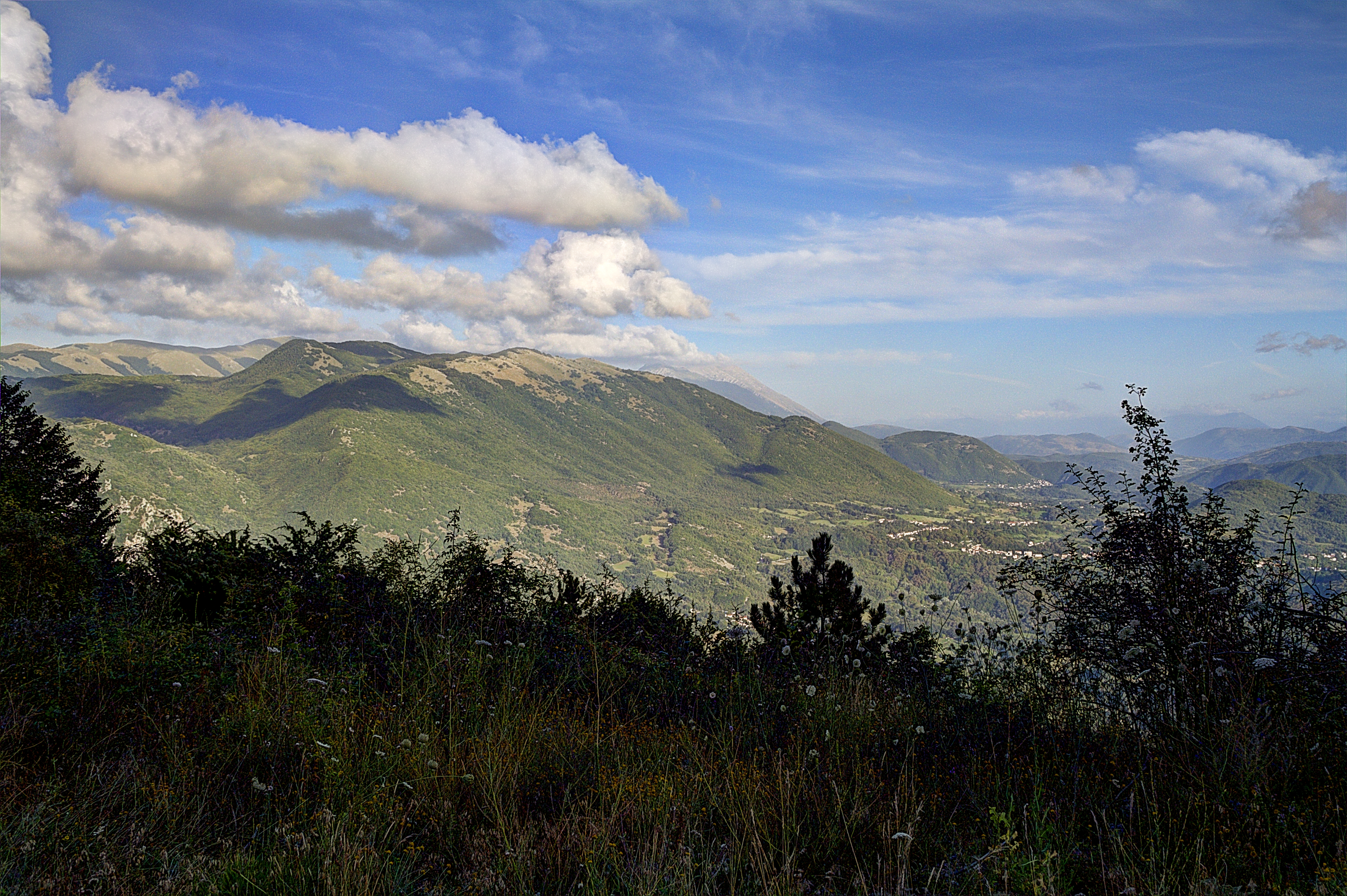
Cicolano meridionale (gruppo del Monte Fratta)

Il Cicolano è un territorio prevalentemente montuoso e mediamente vasto. Il territorio a tratti impervio e spesso boscoso scende a picco, attraverso molti rilievi e valli minori, sulla sottostante Valle del Salto comprendendo l'omonimo Lago del Salto, la  piana di Borgorose-Corvaro, la piana di Torano-Grotti e quella di Civitella.

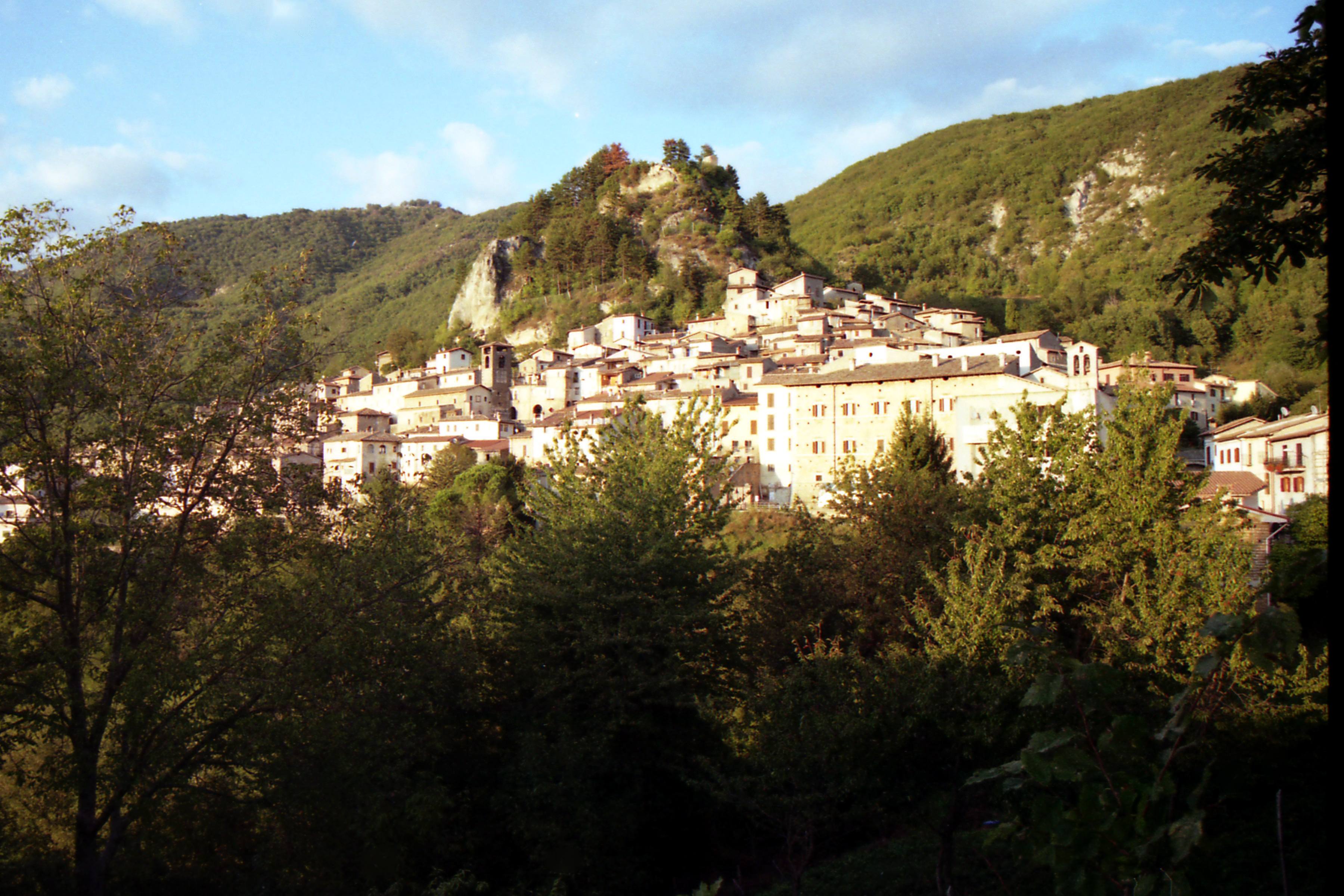
Il borgo di Petrella Salto

Rientrano nel territorio i seguenti comuni laziali:
- Borgorose
- Fiamignano
- Pescorocchiano
- Petrella Salto

In un'accezione più ampia, si fa coincidere il Cicolano con la Valle del Salto, includendovi i comuni sulla riva sinistra del fiume (Concerviano, Marcetelli e Varco Sabino, che, con i quattro comuni anzidetti, costituiscono la VII Comunità Montana Salto Cicolano) e alcune aree marginali abruzzesi comprese nel bacino idrografico del Salto.

### Clima

Il Cicolano (Valle del Salto) dal Monte Cervia, con la catena montuosa del Gran Sasso d'Italia sullo sfondo al cx, a sx i Monti Reatini, a dx il gruppo montuoso Monte San Rocco-Monte Cava

Il clima del territorio è piuttosto eterogeneo e risente della geomorfologia del territorio stesso e della quota altimetrica, risultando tipicamente continentale con forti escursioni termiche giornaliere ed annuali specie nella piana di Borgorose-Corvaro, di Civitella e negli altri altipiani montani, divenendo sensibilmente più mite nei pressi dell'intero bacino del Lago del Salto a causa anche della più bassa altitudine.

## Economia
Quanto al settore primario, il territorio ha una vocazione tipica all'agricoltura di sussistenza e all'allevamento di bestiame grazie anche alla presenza di zone di pascolo in montagna nelle aree degli altipiani: diffusa è la coltivazione della patata, delle lenticchie e legumi vari nella zona montana. L'unica zona parzialmente industrializzata è la piana di Borgorose-Corvaro, mentre diffuso è il pendolarismo soprattutto verso le aree limitrofe del reatino a nord e della Marsica a sud. Una recente attività è il terziario legato al turismo montano, lacustre ed enogastronomico.

## Infrastrutture e trasporti

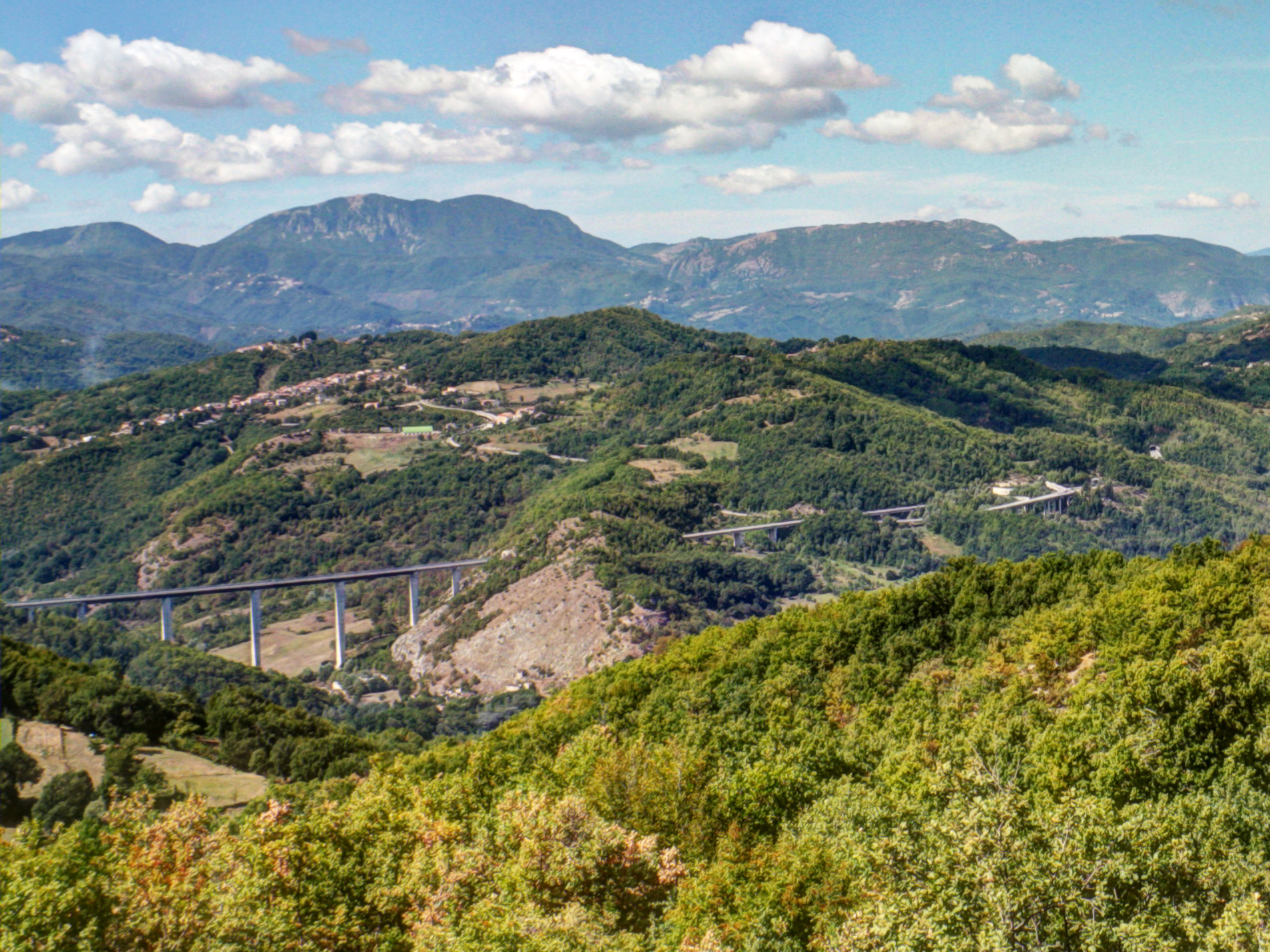
La Strada statale 578 Salto Cicolana
vista dai Monti di Petrella, sullo sfondo il gruppo montuoso del Monte Cervia-Monte Navegna

Gli accessi stradali primari sono attraverso la Strada statale 578 Salto Cicolana sia provenendo da Rieti sia dalla A24 "Roma-Teramo" attraverso l'uscita "Valle del Salto". Accessi stradali secondari montani provengono dal territorio abruzzese (Tornimparte), dal Lago del Turano, dal carseolano (Pietrasecca-Tufo) e dall'abitato di Torano-Grotti.
Il Cicolano non è servito da nessuna linea ferroviaria; avrebbe dovuto attraversarlo la ferrovia Rieti-Avezzano, più volte progettata dall'Ottocento agli anni Venti, che però non venne mai realizzata.

## Monumenti e luoghi di interesse

### Architetture religiose
- Santuario di Sant'Anatolia nell'omonimo abitato.
- Monastero di Santa Filippa Mareri a Borgo San Pietro (Petrella Salto)

### Aree naturali

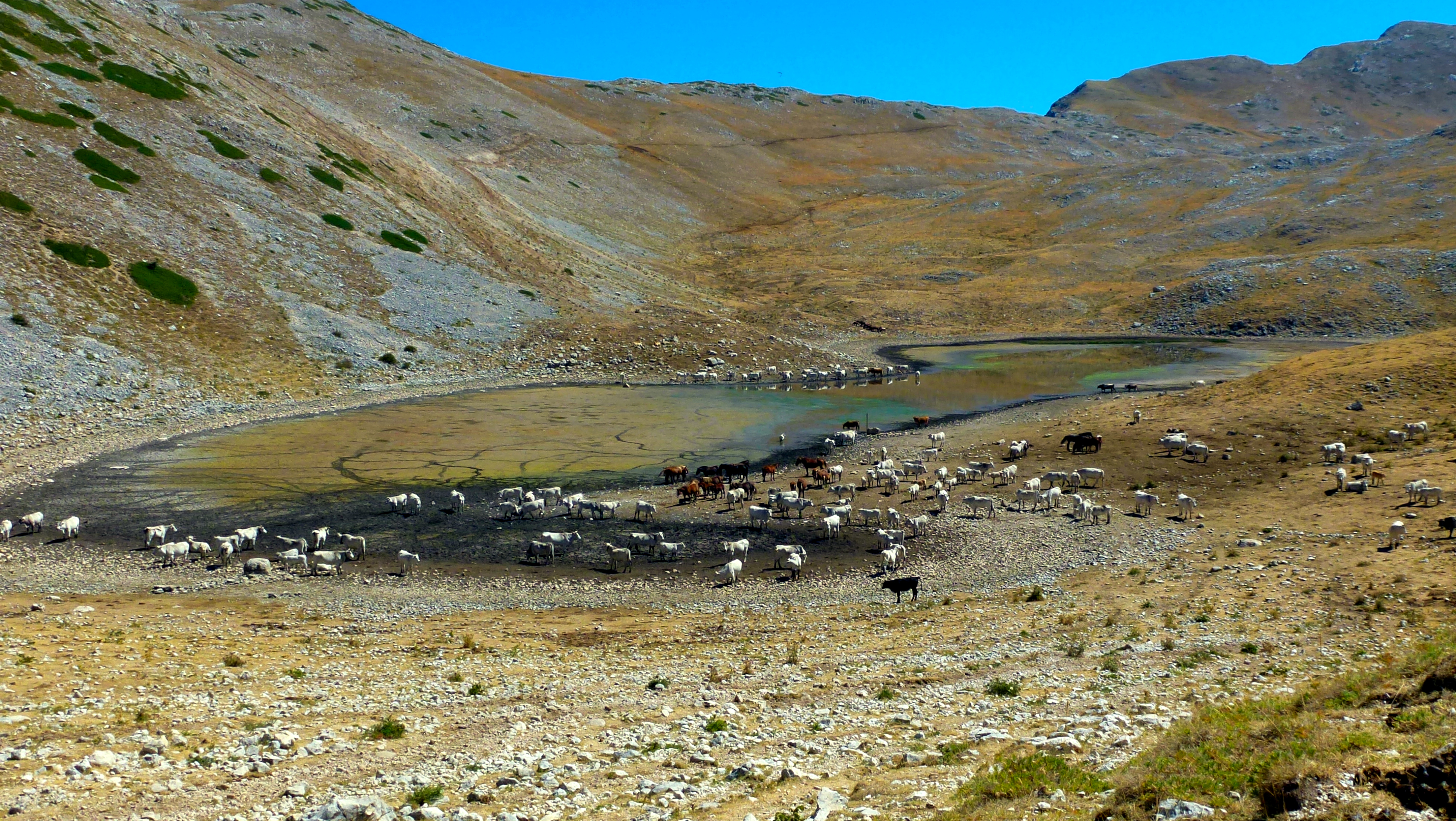
Lago della Duchessa

Nel Cicolano si trovano due aree naturali protette:
- la Riserva naturale Monte Navegna e Monte Cervia, nella parte ovest, nel territorio di Marcetelli e Varco Sabino;
- la Riserva regionale Montagne della Duchessa, nella parte sud-est, nel territorio di Borgorose.

Altre zone di interesse naturalistico, qualificate come Siti di Interesse Comunitario (SIC), sono il massiccio del Monte Nuria, l'Altopiano di Rascino con il lago omonimo, le pareti rocciose del Salto e le grotte di Val de Varri.

## Cultura

### Dialetto
I dialetti del Cicolano si inseriscono nel gruppo aquilano-cicolano-reatino del dialetto sabino, appartenente ai dialetti italiani mediani. Tratto qualificante di questo gruppo dialettale è la conservazione delle vocali finali atone. In particolare nel dominio reatino-aquilano, area tradizionalmente conservativa, viene tuttora mantenuta la distinzione fra -o e -u finali, a seconda dell'originaria matrice latina: ad esempio a Torano si ha cavaju per "cavallo" (latino: caballus), ma scrio per "io scrivo" (latino: scribo).